# Mercedes-Benz M188
Il Mercedes-Benz M188 (o Daimler-Benz M188) era un motore a scoppio prodotto dal 1951 al 1957 dalla Casa automobilistica tedesca Daimler-Benz per il suo marchio Mercedes-Benz.

## Profilo e caratteristiche

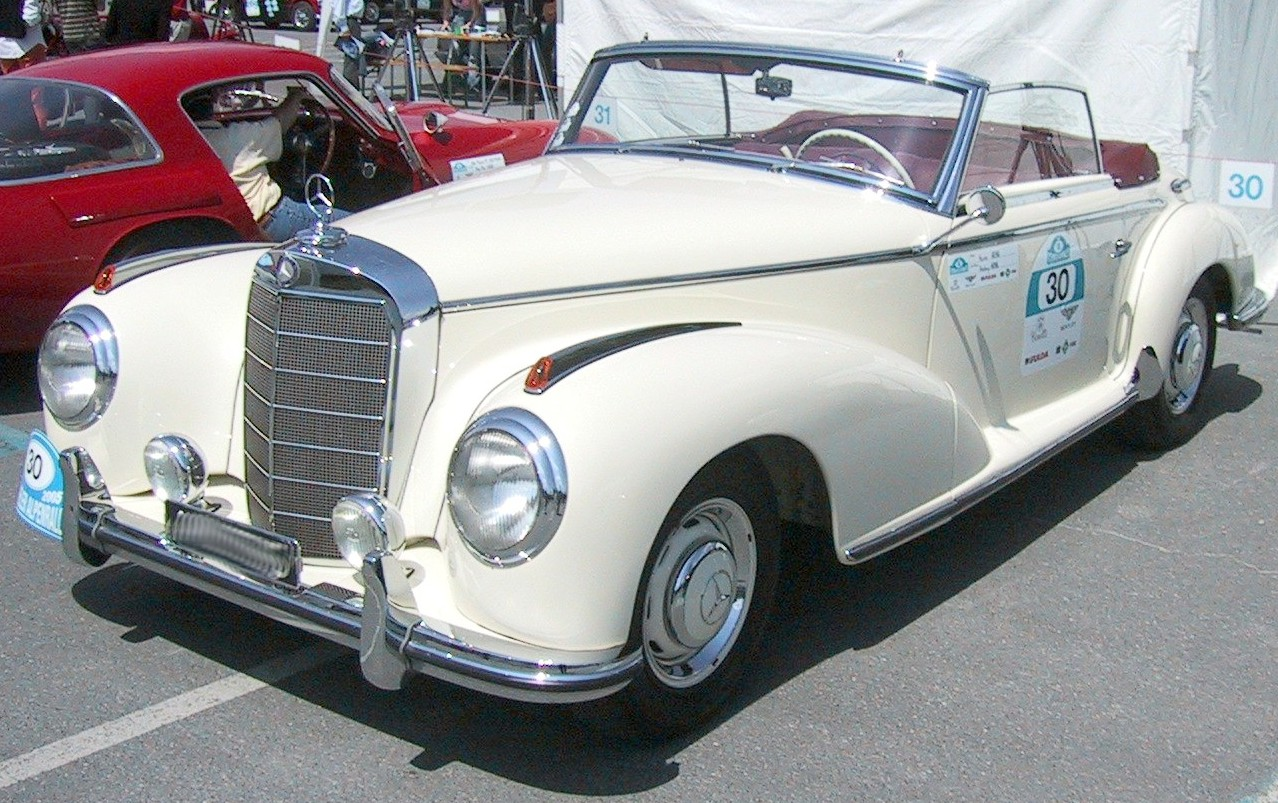
Le Mercedes-Benz 300S W188 montavano il motore M188

Il motore M188 deriva direttamente dal motore M186, del quale mantiene diverse tra le principali caratteristiche, e cioè:
- architettura a 6 cilindri in linea;
- basamento in ghisa;
- testata in lega di alluminio;
- monoblocco di tipo sottoquadro;
- alesaggio e corsa: 85x88 mm;
- cilindrata: 2996 cm³;
- distribuzione ad un asse a camme in testa;
- testata a due valvole per cilindro;
- albero a gomiti su 7 supporti di banco.

Le principali differenze, invece, stanno nel tipo di alimentazione, che si avvale di ben tre carburatori invertiti Solex 40PBJC. Il rapporto di compressione è di 7.8:1, più alto che nelle due varianti del motore M186. Grazie a tali aggiornamenti, la potenza massima raggiungeva 150 CV a 5000 giri/min, mentre il picco di coppia era di 231 Nm a 3800 giri/min.

Questo motore ha esordito nel settembre del 1951, poco tempo dopo la nascita del motore M186 da cui derivava, ed è stato montato sulla Mercedes-Benz 300 S, nelle sue tre versioni (coupé, roadster e cabriolet), prodotta tra il 1951 ed il 1955.

La naturale evoluzione del motore M188 fu il motore M199, ossia la variante ad iniezione del motore M188.